# DISPATCHERS
『DISPATCHERS』（ディスパッチャーズ）は、2020年3月23日からポルノグラフィティ Official YouTube ChannelとスペースシャワーTVで配信・放送されている音楽番組。出演者はポルノグラフィティのボーカル・岡野昭仁。

## 概要
- ポルノグラフィティのボーカル・岡野昭仁がスペースシャワーTVと連携し、YouTubeやSNSなどで配信を行っている音楽番組。約15分の番組がYouTubeで先行配信され、後日、配信では未公開となった映像などを含む総集編番組がスペースシャワーTVで放送されている[1]。
- ポルノグラフィティや他のアーティストの楽曲の弾き語り、それまで謎に満ちていた岡野のパーソナルな一面などを発信している。
- 番組名は"歌を発信していく"というテーマを基に、DISPATCHERS（発信者）と名付けられた。
- 番組ロゴは当初は#1で岡野が手描きしたものが使われていたが[1]、#9で長場雄による新たなロゴが発表され[2]、以降はこのロゴが使用されている。
- 番組の枠を越え、岡野の配信LIVE『DISPATCHERS』も開催されている（後述）。

## 配信日程
| #      | 配信日         | タイトル                                                          | 備考      | 演奏曲 | 出演                                       |
| ------ | -------------- | ----------------------------------------------------------------- | --------- | --- | ------------------------------------------ |
| 1      | 2020年03月23日 | -岡野昭仁@スペシャ-                                               |           | Indigo Waltz（久保田利伸） アゲハ蝶（ポルノグラフィティ） |                                            |
| 2      | 2020年03月27日 | -岡野昭仁＠オールナイトニッポン0(ZERO)-                           | [ 注 2 ]  | ミュージック・アワー（ポルノグラフィティ） | 井口理（King Gnu）                         |
| 3      | 2020年04月06日 | -岡野昭仁＠オールナイトニッポン0(ZERO) 2-                         | [ 注 2 ]  | アゲハ蝶（ポルノグラフィティ） | 井口理（King Gnu）                         |
| 4      | 2020年04月10日 | -岡野昭仁＠スペシャ2-                                             |           | Zombies are standing out（ポルノグラフィティ） |                                            |
| 番外編 | 2020年04月15日 | -岡野昭仁＠番外編-                                                | [ 注 4 ]  | 幸せについて本気出して考えてみた（ポルノグラフィティ） ハネウマライダー（ポルノグラフィティ） ギフト（ポルノグラフィティ） 2012Spark（ポルノグラフィティ） Report 21（ポルノグラフィティ） 愛が呼ぶほうへ（ポルノグラフィティ） ワンモアタイム（ポルノグラフィティ） |                                            |
| 5      | 2020年04月22日 | -岡野昭仁@プライベートスタジオで紅蓮華を歌う-                     |           | 紅蓮華（LiSA） むかいあわせ（ポルノグラフィティ） |                                            |
| 6      | 2020年05月02日 | -岡野昭仁＠オンライントーク-                                      |           | | スガシカオ 高橋優 山村隆太（flumpool）     |
| 7      | 2020年05月06日 | -岡野昭仁＠オンライントーク2-                                     |           | | スガシカオ 高橋優 山村隆太（flumpool）     |
| 8      | 2020年05月15日 | -岡野昭仁＠オンライントーク3-                                     |           | | スガシカオ 高橋優 山村隆太（flumpool）     |
| 9      | 2020年06月04日 | -岡野昭仁＠プライベートスタジオで歌います-                        |           | LIVE ON LIVE（ポルノグラフィティ） |                                            |
| 10     | 2020年07月04日 | -岡野昭仁＠D-1グランプリ-                                         |           | |                                            |
| 11     | 2020年07月11日 | -岡野昭仁＠D-1グランプリ②-                                        |           | |                                            |
| 番外編 | 2020年07月23日 | -岡野昭仁＠フラワーを歌いました-                                  |           | フラワー（ポルノグラフィティ） |                                            |
| 12     | 2020年08月26日 | -岡野昭仁@新企画始動！-                                           |           | | 辻村有記                                   |
| 13     | 2020年09月15日 | -岡野昭仁@カフェイン11 初のリモート生演奏-                        | [ 注 6 ]  | NaNaNa サマーガール（ポルノグラフィティ） | 新藤晴一（ポルノグラフィティ）             |
| 14     | 2020年09月22日 | -岡野昭仁@コラボ楽曲制作-                                         |           | | 辻村有記                                   |
| 15     | 2020年09月29日 | -岡野昭仁@プライベートスタジオでPretenderを歌う-                  |           | Pretender（Official髭男dism） |                                            |
| 16     | 2020年10月15日 | -岡野昭仁@SWEET LOVE SHARE セットリスト全曲解説-                  | [ 注 8 ]  | |                                            |
| 17     | 2020年11月17日 | -岡野昭仁@趣味「釣り」企画-                                       |           | | にっしー（岡野の釣り仲間）                 |
| 18     | 2020年12月01日 | -岡野昭仁@七つの大罪OPテーマ レコーディング-                      | [ 注 9 ]  | | 澤野弘之                                   |
| 19     | 2020年12月04日 | -岡野昭仁@初の配信ライヴ「REUNION」直前インタビュー-              | [ 注 10 ] | | 新藤晴一 tasuku 玉田豊夢 山口寛雄 皆川真人 |
| 20     | 2020年12月15日 | -岡野昭仁@趣味「釣り」企画 後編-                                  |           | | にっしー                                   |
| 21     | 2021年01月20日 | -岡野昭仁×澤野弘之@「光あれ」スタジオライヴ-                      |           | 光あれ | 澤野弘之                                   |
| 22     | 2021年02月10日 | -岡野昭仁@オールナイトニッポン 11年ぶりのパーソナリティ-          | [ 注 11 ] | | スガシカオ                                 |
| 23     | 2021年02月15日 | -岡野昭仁@オールナイトニッポン②スガシカオの名曲をコラボ-          | [ 注 11 ] | Progress（kōkua） | スガシカオ                                 |
| 24     | 2021年02月26日 | -岡野昭仁@キャラメルラテをカスタマイズ-                           | [ 注 13 ] | | 衛藤匠吾（小川珈琲・バリスタ）             |
| 25     | 2021年03月19日 | -岡野昭仁@DISH//「猫」ギター弾き語り-                             |           | 猫（DISH//） |                                            |
| 26     | 2021年03月20日 | -岡野昭仁@配信LIVE2021『DISPATCHERS』開催決定！直前SP！！-        |           | |                                            |
| 27     | 2021年04月13日 | -岡野昭仁@「Shaft of Light」コラボ曲完成の瞬間を公開！-           | [ 注 14 ] | | 辻村有記                                   |
| 28     | 2021年07月13日 | -岡野昭仁@歌声徹底分析-                                           |           | | 鈴木創（日本音響研究所）                   |
| 29     | 2021年07月16日 | -岡野昭仁@肺活量チェック！！音声徹底分析-                         |           | | 鈴木創（日本音響研究所）                   |
| 30     | 2022年05月13日 | -岡野昭仁×井口理 @「MELODY (prod.by BREIMEN)」レコーディング映像- | [ 注 15 ] | | 井口理（King Gnu）                         |
| 31     | 2022年07月07日 | -岡野昭仁×井口理@MV撮影- / -ラジオ収録-                           | [ 注 16 ] | サウダージ（ポルノグラフィティ） 白日（King Gnu） | 井口理（King Gnu）                         |

## 配信LIVE「DISPATCHERS」
- 岡野が自身の曲を総括する「歌を抱えて、歩いていく」プロジェクトの一環として配信ライヴを2度開催している[34]。
- ライヴの中では自身のオリジナル楽曲のほか、「日本の音楽史を探訪する」をテーマに番組同様、様々なアーティストのカバー楽曲も披露している[28][35]。